# Emmanuel Jonnier
Emmanuel Jonnier (* 31. Mai 1975 in Dijon) ist ein ehemaliger französischer Skilangläufer.

## Werdegang
Emmanuel Jonnier ist Sportsoldat, lebt in Chaux-des-Crotenay und startete für EMHM St Claude. Sein internationales Debüt gab er im Januar 1998 bei einem FIS-Rennen in Argentière, wo er 37. in einem 10-Kilometer-Rennen wurde. Im Dezember kam er als Fünfter in einem Europacup-Rennen im Goms erstmals unter die Top 10. Nach einem weiteren fünften Platz in Chamonix wurde Jonnier im Februar 1999 in Seefeld erstmals im Skilanglauf-Weltcup eingesetzt und wurde 72. im 10-Kilometer-Rennen. Erste Weltcuppunkte sammelte er im Januar 2001 als 21. in einem 30-Kilometer-Rennen in Soldier Hollow. Im Februar des Jahres startete er erstmals bei Nordischen Skiweltmeisterschaften in Lahti. Hier wurde er 25. im 30-Kilometer-Rennen. Bei den Militärweltmeisterschaften am Ende des Jahres wurde er Neunter im 15-Kilometer-Rennen.
Zum Ende der Saison 2001/02 kam er im Marathonrennen in Samedan ebenfalls auf den zehnten Rang. Im Januar 2004 erreichte Jonnier als Neunter im Verfolgungsrennen von Falun erstmals unter die Top 10. Am 7. Februar 2004 gewann er gemeinsam mit Vincent Vittoz, Alexandre Rousselet und Christophe Perrillat beim Staffelweltcup von La Clusaz erstmals einen Weltcup. Bei den Nordischen Skiweltmeisterschaften 2005 in Oberstdorf wurde er mit der Staffel Sechster und im Teamsprint mit Vincent Vittoz Fünfter.
Ein Jahr später verpasste Jonnier bei den Olympischen Spielen von Turin in Pragelato als Viertplatzierter über 50 Kilometer knapp die Medaillenränge. Einen weiteren Achtungserfolg erreichte Jonnier beim 30-Kilometer-Rennen, wo er Zehnter wurde. Hinzu kam ein achter Platz mit der französischen Staffel.
In der Skilanglauf-Saison 2006/07 erreichte Jonnier mehrere sehr gute Platzierungen. Darunter mit einem zweiten Platz über 30 Kilometer Freistil in Rybinsk und als Dritter über die halbe Distanz in Changchun und in der Verfolgung von Falun erstmals Platzierungen auf dem Podest als Einzelläufer. Bei den Militärweltmeisterschaften in Haanja gewann er hinter seinem Landsmann Vittoz über 15 Kilometer die Silbermedaille. Bei den Nordischen Skiweltmeisterschaften 2007 in Sapporo war seine beste Platzierung ein fünfter Platz mit der Staffel. Die Saison beendete er auf den 21. Platz in der Weltcupgesamtwertung und den neunten Platz in der Distanzwertung.
Bei der Tour de Ski 2007/08 siegte Jonnier in Nové Město na Moravě im 15-km-Verfolgungsrennen. Im zweiten Verfolgungsrennen belegte er den dritten Platz. Die Tour beendete er wegen schwachen Platzierungen in dem Sprintrennen auf den 27. Platz in der Gesamtwertung. Zum Beginn der Saison 2008/09 kam er in La Clusaz mit der Staffel auf dem dritten Platz. Er belegte in der Saison vorwiegend Platzierungen im Mittelfeld. Die Tour de Ski 2008/09 beendete er auf den 25. Rang in der Gesamtwertung. Bei den nordischen Skiweltmeisterschaften 2009 in Liberec erreichte er den 51. Platz im 30-km-Verfolgungsrennen, den 13. Platz im 50-km-Massenstartrennen und den neunten Rang mit der Staffel. Zum Beginn der Saison 2009/10 errang er den vierten Platz über 15 km Freistil in Davos. Die Tour de Ski 2009/10 beendete er nach schwachen Ergebnissen vorzeitig. Bei den Olympischen Winterspielen 2010 in Vancouver kam er auf den 20. Platz über 15 km Freistil und den vierten Platz mit der Staffel. In der Saison 2010/11 nahm er vorwiegend an Rennen des Alpencups teil, bei denen er drei Rennen gewann und den Cup auf den neunten Platz in der Gesamtwertung abschloss. Er beendete nach der Saison seine Karriere.

## Erfolge

### Weltcupsiege im Team
| Nr. | Datum           | Ort       | Disziplin           |
| --- | --------------- | --------- | ------------------- |
| 1.  | 7. Februar 2004 | La Clusaz | 4 × 10 km Staffel 1 |

### Etappensiege bei Weltcuprennen
| Nr. | Datum             | Ort                  | Disziplin                 | Rennen              |
| --- | ----------------- | -------------------- | ------------------------- | ------------------- |
| 1.  | 29. Dezember 2007 | Nové Město na Moravě | 15 km Freistil Verfolgung | Tour de Ski 2007/08 |

### Siege bei Continental-Cup-Rennen
| Nr. | Datum            | Ort            | Disziplin                  | Serie    |
| --- | ---------------- | -------------- | -------------------------- | -------- |
| 1.  | 8. Januar 2011   | Oberwiesenthal | 2 × 10 km Skiathlon        | Alpencup |
| 2.  | 9. Januar 2011   | Oberwiesenthal | 15 km Freistil             | Alpencup |
| 3.  | 20. Februar 2011 | Campra         | 15 km Verfolgung klassisch | Alpencup |

## Weltcup-Statistik
Die Tabelle zeigt die erreichten Platzierungen im Einzelnen.
- 1.–3. Platz: Anzahl der Podiumsplatzierungen
- Top 10: Anzahl der Platzierungen unter den ersten zehn
- Punkteränge: Anzahl der Platzierungen innerhalb der Punkteränge
- Starts: Anzahl gelaufener Rennen in der jeweiligen Disziplin
- Hinweis: Bei den Distanzrennen erfolgt die Einordnung gemäß FIS.

| Platzierung         | Distanzrennen a | Distanzrennen a | Distanzrennen a | Distanzrennen a | Distanzrennen a | Skiathlon Verfolgung | Sprint | Etappen- rennen b | Gesamt | Team c | Team c  |
| Platzierung         | ≤ 5 km          | ≤ 10 km         | ≤ 15 km         | ≤ 30 km         | > 30 km         | Skiathlon Verfolgung | Sprint | Etappen- rennen b | Gesamt | Sprint | Staffel |
| ------------------- | --------------- | --------------- | --------------- | --------------- | --------------- | -------------------- | ------ | ----------------- | ------ | ------ | ------- |
| 1. Platz            |                 |                 |                 |                 |                 | 1                    |        |                   | 1      |        | 1       |
| 2. Platz            |                 |                 |                 | 1               |                 |                      |        |                   | 1      |        | 1       |
| 3. Platz            |                 |                 | 1               |                 |                 | 2                    |        |                   | 3      |        | 4       |
| Top 10              |                 | 1               | 6               | 2               | 2               | 7                    |        |                   | 18     | 2      | 17      |
| Punkteränge         | 2               | 3               | 22              | 9               | 4               | 18                   | 3      | 4                 | 65     | 2      | 20      |
| Starts              | 5               | 8               | 44              | 17              | 7               | 28                   | 15     | 4                 | 128    | 2      | 20      |
| Stand: Karriereende |                 |                 |                 |                 |                 |                      |        |                   |        |        |         |